# Camilo Guevara
Camilo Guevara March (* 20. Mai 1962 in Argentinien; † 29. August 2022 in Caracas, Venezuela), Sohn des Revolutionärs Ernesto „Che“ Guevara  und Aleida March, war ein kubanischer Dokumentar, Archivar und Nachlassverwalter. Er übernahm die Leitung des Studienzentrums Che Guevara (spanisch Centro de Estudios Che Guevara) in Havanna von seiner Mutter, nachdem diese ihren Ruhestand angetreten hatte.

## Leben
Camilo Guevara ist das zweite von vier Kindern von „Che“ Guevara und dessen zweiter Ehefrau, der Kubanerin Aleida March. Seinen Vornamen erhielt er zu Ehren des Revolutionärs Camilo Cienfuegos. An seinen Vater „Che“ konnte er sich kaum erinnern. Als der junge Camilo drei Jahre alt war, ging sein Vater in den Kongo. Von seiner Rückkehr nach Havanna durfte die Familie aus Geheimhaltungsgründen nichts wissen. Che bereitete sich auf den Guerillakampf in Bolivien vor, wo er nach seiner Gefangennahme erschossen wurde. Camilo war damals fünf Jahre alt.
Guevara studierte zunächst Jura und machte seinen Abschluss in Arbeitsrecht, widmete jedoch sein gesamtes Berufsleben der Dokumentation des Lebens seines berühmten Vaters. Während viele Kinder von Fidel Castro später der nachrevolutionären Entwicklung in Kuba kritisch gegenüberstanden, blieb Camilo Guevara der kommunistischen Führung um die Castro-Brüder stets verbunden. Er liebte die Fotografie. Die Leica in der einen Hand und eine Zigarre in der anderen wurden zu einer Art Markenzeichen von ihm. Die Nutzung des berühmten Porträtfotos seines Vaters, geschossen von Alberto Korda, für Marketingzwecke lehnte er ab.
Camilo Guevara March starb am 29. August 2022 während eines Reiseaufenthaltes in Venezuela, offiziellen Angaben zufolge an einer Lungenthrombose, die einen Herzinfarkt verursachte. Er hinterließ seine zu diesem Zeitpunkt 85-jährige Mutter, seine Geschwister Aleida (* 1960), Celia (* 1963) und Ernesto (* 1965), Camila Guevara, seine Tochter aus erster Ehe mit der ebenfalls 2022 verstorbenen kubanischen Sängerin und Tochter von Pablo Milanés, Suylén Milanés, sowie zwei Töchter aus der zweiten Ehe mit der Venezolanerin Rosa Aliso.